# Adele Benzaken
Adele Schwartz Benzaken CONMC, é uma médica sanitarista brasileira,ver Lattes destaca-se na área de Infecções Sexualmente Transmissíveis (IST) e foi vice-presidente do comitê de especialistas da OMS. Por suas contribuições à ciência e à tecnologia, recebeu a medalha de comendadora da Ordem Nacional do Mérito Científico.

## Biografia
Adele Benzaken nasceu no município amazonense de Alvarães. Em 1978, graduou-se em medicina na Universidade Federal do Amazonas. Em 2009, conseguiu o doutorado em Saúde Pública pela na Escola Nacional de Saúde Pública da Fundação Oswaldo Cruz.

### Carreira
No período de 2007 à 2010, Adele Benzaken foi diretora da Fundação de Dermatologia Tropical e Venereologia "Alfredo da Matta" na cidade de Manaus.
No período de 2016 à 2019, foi diretora no Ministério da Saúde do Departamento de Vigilância e Controle das Infecções Sexualmente Transmissíveis (ISTs) e Hepatites Virais. Mas foi demitida deste Ministério na gestão do então presidente Jair Bolsonaro ao publicar a cartilha sobre doenças e transexulismo, elaborado com a participação do Instituto Brasileiro de Transmasculinidade (Ibrat), intitulada “Homens Trans: vamos falar sobre prevenção de infecções sexualmente transmissíveis?”
Foi diretora do Instituto Leônidas e Maria Deane (ILMD da Fiocruz Amazônia), primeira gestão feminina da instituição em 27 anos, onde coordenou com pesquisadores ações de vigilância genômica do vírus SARS-CoV-2, que descobriram a variante Gama no Amazonas, transformando assim o instituto ILMD em referência para COVID-19 e Monkeypox.
No período de 2016 à 2021, foi membro do comitê de certificação da eliminação da sífilis e do HIV da Organização Pan-Americana de Saúde (OPAS).
Atualmente é membro do comitê da International Society for Sexually Transmitted Diseases Research (ISSTDR), e; diretora da América Latina da International Union Against Sexually Transmitted Infections (Iusti).

## Prêmio
Em julho de 2023, Adele Benzaken e o infectologista Marcus Vinícius Lacerda foram condecorada com a Ordem Nacional do Mérito Científico do governo brasileiro através do presidente Luís Inácio Lula da Silva e da ministra Luciana Santos do Ministério de Ciência, Tecnologia e, Inovação.